# N-acetilmuramoil-L-alanil-D-glutamil-L-lizil-(N6-triglicin)-D-alanil-D-alanin-difosfoundekaprenil-N-acetilglukozamin:glicin gliciltransferaza
-acetilmuramoil--alanil--glutamil--lizil-(6-triglicin)--alanil--alanin-difosfoundekaprenil--acetilglukozamin:glicin gliciltransferaza (EC 2.3.2.18, femB (gen)) je enzim sa sistematskim imenom N-acetilmuramoil--alanil--glutamil--lizil-(6-triglicin)--alanil--alanin-ditrans,oktacis-difosfoundekaprenil--acetilglukozamin:glicin gliciltransferaza. Ovaj enzim katalizuje sledeću hemijsku reakciju
-acetilmuramoil--alanil--izoglutaminil--lizil-(N6-triglicil)--alanil--alanin-difosfo-ditrans,oktacis-undekaprenil--acetilglukozamin + 2 glicil-tRNK {\displaystyle \rightleftharpoons } -acetilmuramoil--alanil--izoglutaminil--lizil-(N6-pentaglicil)--alanil--alanin-difosfo-ditrans,oktacis-undekaprenil--acetilglukozamin + 2 tRNK
Ovaj enzim iz Staphylococcus aureus katalizuje uzastopne prenose dva glicina sa naelektrisanih tRNK molekula na N-acetilmuramoil--alanil--izoglutaminil--lizil-(6-triglicil)--alanil--alanin-difosfoundekaprenil--acetilglukozamin, vezujuči ih na glicine koji su prethodno dodati na N6 L-lizina u poziciji 3 pentapeptida posredstvom enzima EC 2.3.2.16 (lipid II:glicin gliciltransferaza) i EC 2.3.2.17 (N-acetilmuramoil--alanil--glutamil--lizil-(6-glicil)--alanil--alanin-difosfoundekaprenil--acetilglukozamin:glicin gliciltransferaza).

## Literatura
- Nicholas C. Price; Lewis Stevens (1999). Fundamentals of Enzymology: The Cell and Molecular Biology of Catalytic Proteins (Third изд.). USA: Oxford University Press. ISBN 019850229X.
- Eric J. Toone (2006). Advances in Enzymology and Related Areas of Molecular Biology, Protein Evolution (Volume 75 изд.). Wiley-Interscience. ISBN 0471205036.
- Branden C; Tooze J. Introduction to Protein Structure. New York, NY: Garland Publishing. ISBN 0-8153-2305-0.
- Irwin H. Segel. Enzyme Kinetics: Behavior and Analysis of Rapid Equilibrium and Steady-State Enzyme Systems (Book 44 изд.). Wiley Classics Library. ISBN 0471303097.

## Spoljašnje veze
- N-acetylmuramoyl-L-alanyl-D-glutamyl-L-lysyl-(N6-triglycine)-D-alanyl-D-alanine-diphosphoundecaprenyl-N-acetylglucosamine:glycine+glycyltransferase на 